# Henri Wallon (1812-1904)
Pour les articles homonymes, voir Henri Wallon.
Cet article concerne l'homme politique. Pour le psychologue, voir Henri Wallon (1879-1962).
Henri Wallon, né le 23 décembre 1812 à Valenciennes et mort le 13 novembre 1904 à Paris, est un historien et homme politique français. Ce député est connu pour être à l'origine de l'amendement qui a fait entrer le mot « République » dans les projets des lois constitutionnelles de 1875, ce qui a, en quelque sorte, définitivement « fondé » la Troisième République, auparavant provisoire.

## Biographie
Étudiant en droit puis élève de l'École normale supérieure à partir de 1831, il fut reçu premier à l'agrégation d'histoire en 1834 où il fut ensuite chargé de cours au lycée Louis-le-Grand. Il soutient ses deux thèses de doctorat ès lettres le 31 juillet 1837, à la Faculté de Paris. La première, en français, traite du droit d'asile. La deuxième, en latin, présente la doctrine de l'immortalité de l'âme chez les Anciens (avant Jésus-Christ). Devenu docteur, il est chargé de conférences à l'École normale supérieure en 1838 puis agrégé auprès de la faculté des lettres en 1840. Il participe alors à de très nombreuses soutenances de thèses de doctorat ès lettres, en qualité de membre du jury. 
S'étant consacré à une carrière littéraire, il est nommé, en 1841, chargé de cours d'histoire au collège Rollin et, en 1842, maître de conférences d'histoire ancienne à l'École normale sous le patronage de Guizot, qu'il suppléa comme professeur à la Sorbonne de 1846 à 1849. En 1849, il fut professeur d'histoire dans cette université. 
Il travailla sur l'esclavage dans les colonies françaises (1847) et sur l'esclavage dans l'Antiquité (Histoire de l'esclavage dans l'Antiquité, 1848, rééditée en 1879). En 1848, après la révolution de février, Victor Schœlcher le nomma secrétaire de la commission qui prépara l'abolition de l'esclavage. Suppléant du député de la Guadeloupe, il devint en 1849 député du Nord. Il démissionna en 1850, désapprouvant la mesure adoptée par la majorité pour restreindre le droit de vote. La même année, il fut élu membre de l'Académie des inscriptions et belles-lettres, dont il devint secrétaire perpétuel en 1873.
Sous le Second Empire, il se retira de la vie politique et se consacra à sa charge de professeur d'histoire et à l'écriture de livres d'histoire, dont les plus originaux sont une biographie, Richard II, épisode de la rivalité de la France et de l'Angleterre (2 vols., 1864). Bien que républicain, il montra des vues résolument cléricales dans sa Jeanne d'Arc (2 vols., 1860 ; 2e rédacteur., 1875) ; La Vie de Notre Seigneur Jésus (1865), une réponse à la Vie de Jésus d'Ernest Renan ; et Saint Louis et son temps (1871 ; 4e éd., 1892), qui est également un ouvrage hagiographique.
Il est présent à la première réunion de fondation de l’Œuvre des Écoles d’Orient le 4 avril 1856, plus connue actuellement sous le nom d'Œuvre d'Orient, membre et premier secrétaire général du son premier conseil général du 25 avril 1856. Il devient vice-président du conseil général après le décès de Charles Lenormant le 22 novembre 1859, jusqu’à sa mort.
Revenu à la politique après la guerre franco-prussienne, Wallon fut réélu dans le département du Nord en 1871 et prit une part active aux procédures de l'Assemblée. Il s'immortalisa en présentant sa proposition pour l'établissement de la République dont le président serait élu pour sept ans et rééligible ; après des discussions houleuses, elle fut adoptée par l'Assemblée le 30 janvier 1875. « Ma proposition, déclara-t-il, ne proclame pas la République, elle la fait. »

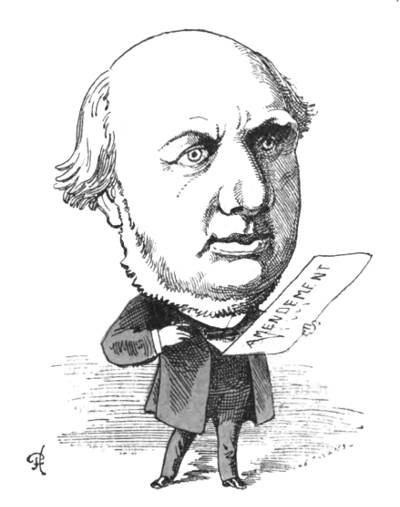
Caricature parue en 1875 dans Le Trombinoscope de Touchatout.

Après l'établissement définitif de la République, Wallon devint ministre de l'Instruction publique et effectua beaucoup de réformes utiles, mais ses vues étaient trop conservatrices pour la majorité de la Chambre et il se retira en mai 1876 où il fut ensuite doyen de la Faculté des lettres de Paris de 1876 à 1881. Il avait été choisi en tant que sénateur inamovible en décembre 1875. Retourné à ses études historiques, Wallon publia quatre ouvrages importants, sinon par leur contenu, du moins par les documents qui les accompagnent :
- La Terreur (1873)
- Histoire du tribunal révolutionnaire de Paris avec le journal de ses actes (6 vols., 1880-1882)
- La Révolution du 31 mai et le fédéralisme en 1793 (2 vols., 1886)
- Les Représentants du peuple en mission et la justice révolutionnaire dans les départements (5 volumes, 1880-1890).

Il publia par ailleurs un certain nombre d'articles dans le Journal des savants ainsi que des mémoires sur l'histoire de l'Académie des inscriptions.
À sa mort, en 1904, il fut enterré au cimetière du Montparnasse à Paris.
Henri Wallon est le grand-père du psychologue et homme politique Henri Wallon.

## Distinctions
- Commandeur de la Légion d'honneur, le 24 décembre 1886 ; officier du 14 août 1868, chevalier du 25 avril 1847[7].
- Officier de l'Instruction publique[7].
- Lauréat du Grand prix Gobert (1860).

## Dates
- Bachelier en lettres et sciences.
- 1831 : entre à l'École normale : agrégé d'histoire.
- 1837 : docteur ès lettres.

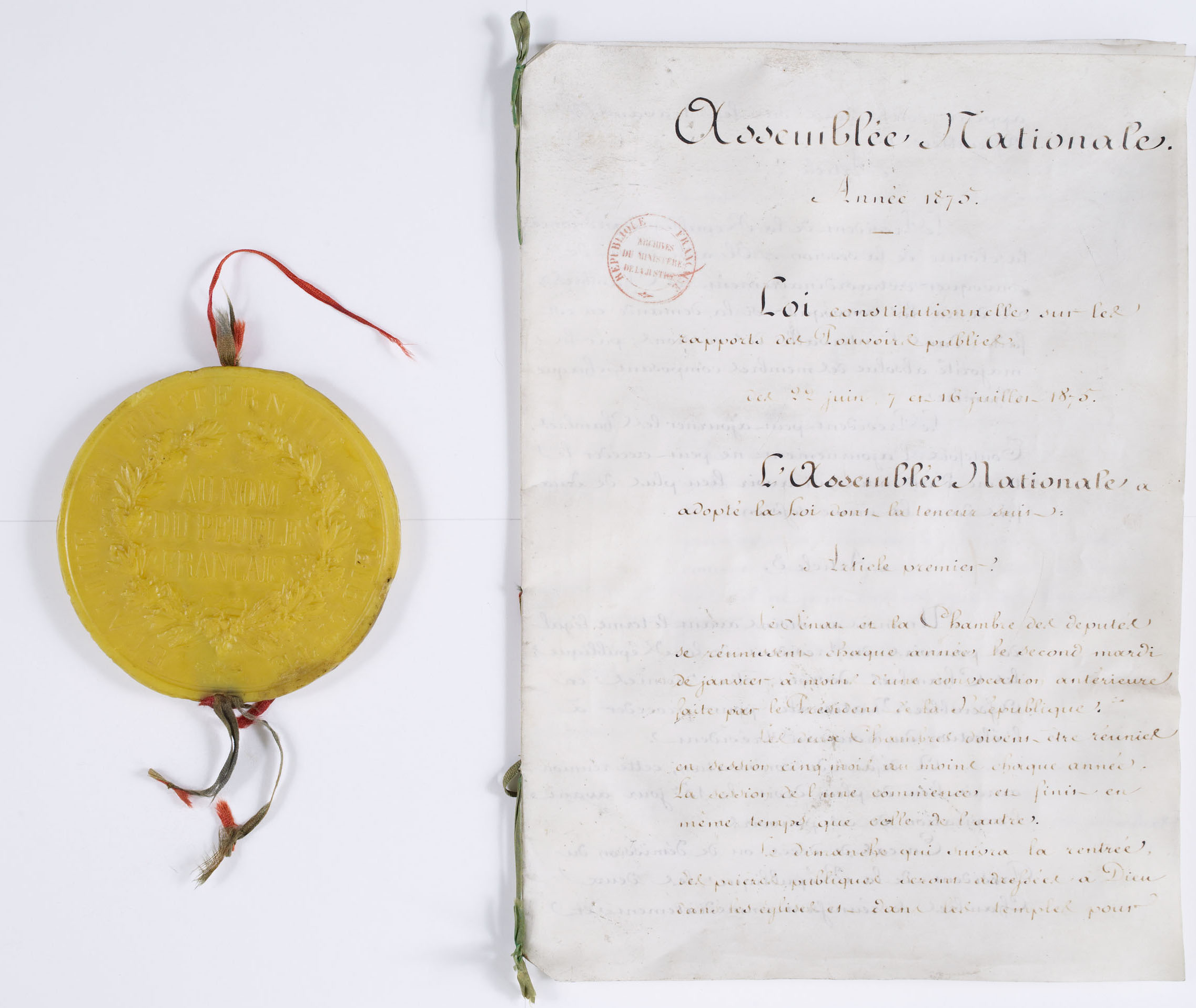
Original de la loi constitutionnelle du 16 juillet 1875, avec son sceau (Archives nationales).

- Publie une Histoire de l'esclavage.
- Député de Guadeloupe en 1849. Il démissionne en 1850 et reste en sommeil pendant le Second Empire.
- Député du Nord de 1871 à 1875. Il contribue à la chute de Thiers.
- Proposition de loi tendant à l'instauration de la République.
- Discussion relative aux lois constitutionnelles en 1874-1875.
- Le 30 janvier 1875, son amendement marque la transition entre la République de fait et la République de droit : « Le président de la République est élu par le Sénat et la Chambre des députés, réunis en Assemblée nationale. »
- Ministre de l'Instruction publique, des Cultes et des Beaux-Arts de 10 mars 1875 à 09 mars 1876.
- Doyen de la Faculté de lettres de Paris.
- Sénateur inamovible de 1875 à 1904.
- Fondateur de la Faculté de droit de Lyon et de la Faculté de médecine de Lille.

## Postérité et hommages
Un lycée porte son nom à Valenciennes et un autre à Aubervilliers.
Deux écoles élémentaires, l'une à Dammarie-les-Lys (Seine-et-Marne) et l'autre à Gennevilliers (Hauts-de-Seine), portent le nom de Henri Wallon.
Une école primaire à Dugny (Seine-Saint-Denis) porte le nom de Henri Wallon.
À Montpellier, Hérault-Henri Wallon est porté par les foyers de vie, foyers d’accueil médicalisé, foyers logement gérés par la plateforme Tony-Lainé Henri Wallon de l'association APSH 34 (Association pour Personnes en Situation de Handicap). Orienté sur l'autonomie du handicap psychique.
Un collège porte son nom à Saint-Martin-d'Hères (agglomération grenobloise) à Lanester (agglomération de Lorient), un à Vigneux-sur-Seine et à Aubervilliers et à Ivry-sur-Seine.
Un groupe scolaire porte également son nom dans la ville de Bagneux (Hauts-de-Seine).
Une école maternelle et primaire porte également son nom dans la ville de Gauchy (Aisne).
Un timbre à son effigie a été émis par La Poste le samedi 13 novembre 2004, date de l'émission « Premier Jour », à l'occasion de la célébration du centenaire de sa mort.

## Publications
- Du droit d'asile, 1837, thèse de doctorat.
- Histoire de l'esclavage dans l'Antiquité, 1847, 3 volumes (deuxième édition en 1879).
- La Sainte Bible résumée dans son histoire et ses enseignements, 1854-1859, 2 volumes.
- De la croyance due à l'Évangile, 1858 (nouvelles éditions en 1866 et 1887).
- Jeanne d'Arc, 1860, 2 volumes (7 éditions jusqu'en 1901).
- Richard II, 1864, 2 volumes.
- Abrégé de l'histoire sainte, 1866.
- La Terreur, études critique sur l'histoire de la Révolution française, 1870, 2 volumes (deuxième édition en 1873).
- Saint-Louis et son temps, 1875, 2 volumes (nombreuses éditions).
- Histoire du tribunal révolutionnaire de Paris, 1880-1881, 6 volumes (nouvelle édition en 1900).
- Éloges académiques, 1882, 2 volumes
- La révolution du 31 mai et le fédéralisme en 1793, 1866, 2 volumes.
- Les représentants du peuple en mission et la justice révolutionnaire dans les départements de l'an II, 1889-1890, 5 volumes : Vol. 1. La Vendée.- Vol. 2. L'Ouest et le Sud-ouest.- Vol. 3. Le Sud-est, l'Est et la région de Paris.- Vol. 4. La frontière du Nord et l'Alsace.- Vol. 5. La Lorraine, le Nord et le Pas-de-Calais - Les Châtiments.